# 林浩 (少将)
林浩（1916年6月—1996年11月14日），中国人民解放军将领、中国人民解放军开国少将。
曾任中国人民解放军军事学院教育部部长。1955年，被授予中国人民解放军少将军衔，获一级独立自由勋章、一级解放勋章。